# Ніагара (містечко, Вісконсин)
Ніагара (англ. Niagara) — місто (англ. town) в США, в окрузі Марінетт штату Вісконсин. Населення — 852 особи (2020).

## Демографія
Згідно з переписом 2010 року, у місті мешкали 853 особи в 370 домогосподарствах у складі 259 родин. Було 549 помешкань
Расовий склад населення:
| - 98,9 % — білих - 0,6 % — азіатів - 0,1 % — корінних американців |

До двох чи більше рас належало 0,4 %. Частка іспаномовних становила 0,5 % від усіх жителів.
За віковим діапазоном населення розподілялося таким чином: 18,5 % — особи молодші 18 років, 63,8 % — особи у віці 18—64 років, 17,7 % — особи у віці 65 років та старші. Медіана віку мешканця становила 48,6 року. На 100 осіб жіночої статі у місті припадало 115,4 чоловіків;  на 100 жінок у віці від 18 років та старших — 119,2 чоловіків також старших 18 років.
Середній дохід на одне домашнє господарство  становив 72 526 доларів США (медіана — 63 750), а середній дохід на одну сім'ю — 79 261 долар (медіана — 70 833). Медіана доходів становила 52 500 доларів для чоловіків та 41 000 доларів для жінок. За межею бідності перебувало 6,0 % осіб, у тому числі 0,0 % дітей у віці до 18 років та 10,2 % осіб у віці 65 років та старших.
Цивільне працевлаштоване населення становило 433 особи. Основні галузі зайнятості: освіта, охорона здоров'я та соціальна допомога — 24,9 %, виробництво — 23,8 %, роздрібна торгівля — 9,5 %, науковці, спеціалісти, менеджери — 6,5 %.